# Essingeskolan

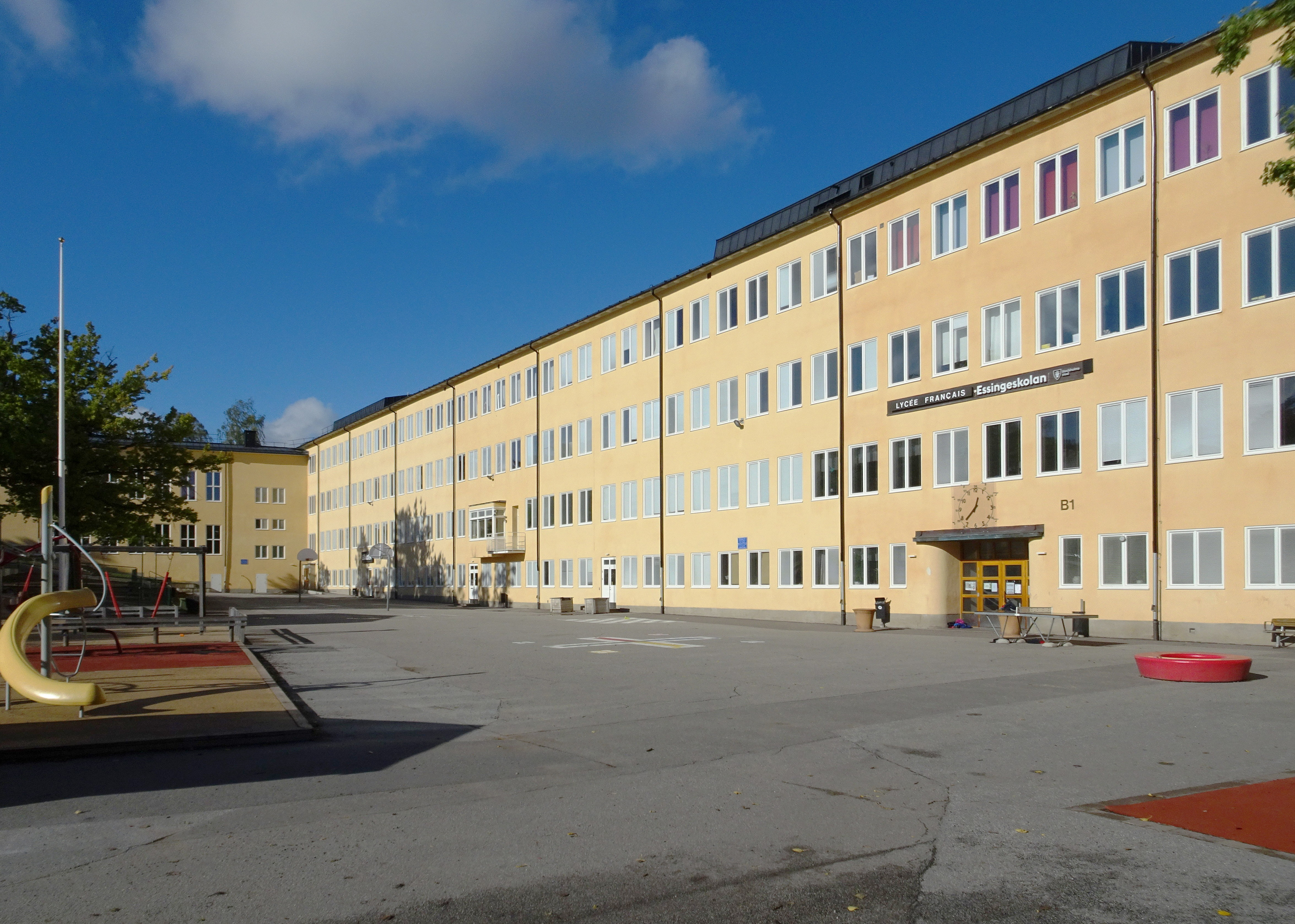
Essingeskolan i oktober 2020.

Essingeskolan (ursprungligen Stora Essingens folkskola) är en kommunal grundskola belägen vid Essingestråket 24 på Stora Essingen i Stockholm. Skolhuset uppfördes 1932 efter ritningar av arkitekt Ture Rydberg. Utöver Essinge skola har även Lycée Français Saint Louis de Stockholm sina lokaler i byggnaden. I skolans lokaler inryms också en filial av Stockholms stadsdelsbibliotek. Fastigheten är grönmärkt av Stadsmuseet i Stockholm vilket innebär ”att bebyggelsen har ett högt kulturhistoriskt värde och är särskilt värdefull från historisk, kulturhistorisk, miljömässig eller konstnärlig synpunkt”.

## Skolbyggnad

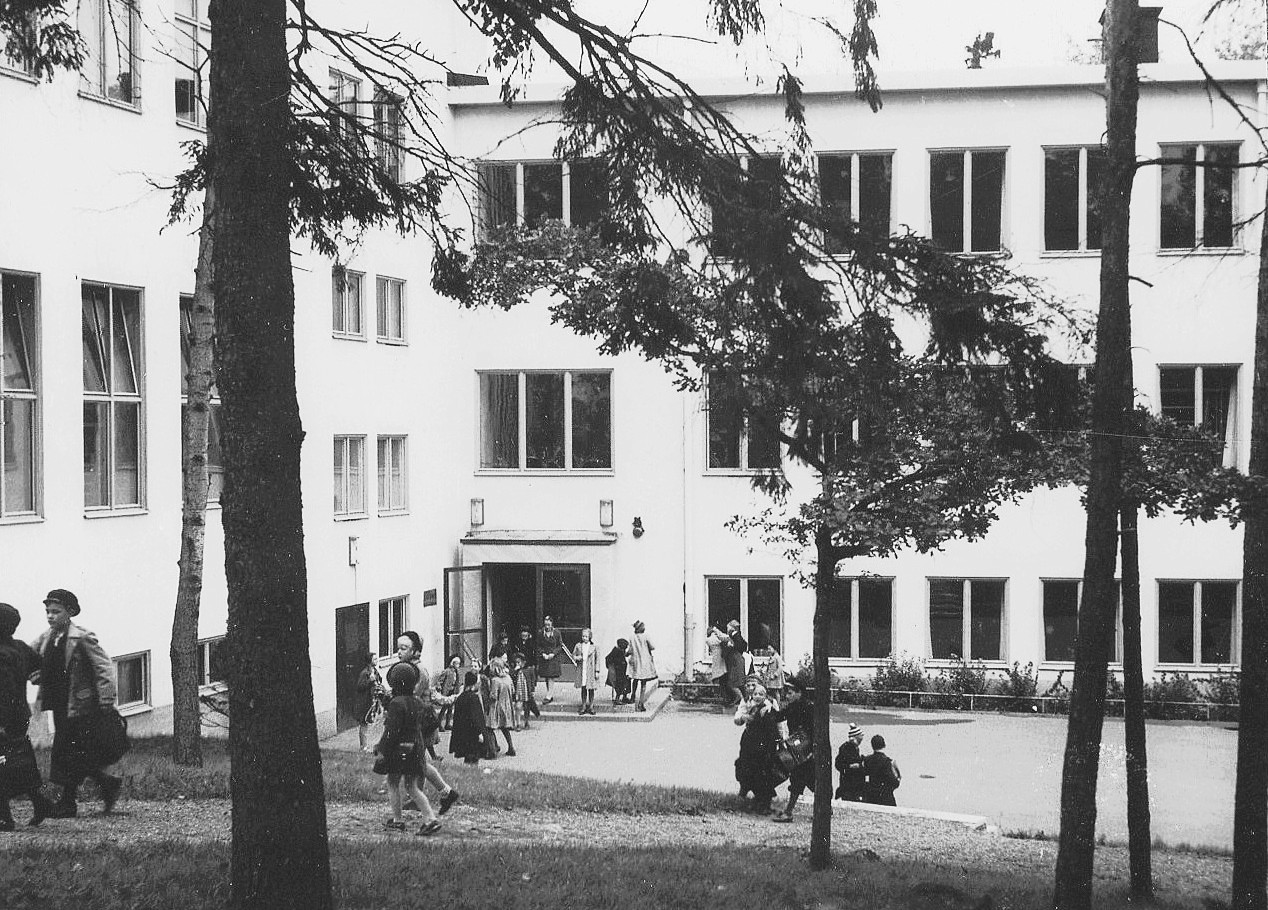
Stora Essingen folkskola 1942.

Väster om Essingetorget på kvarteret Essingeslätten vid Essingestråket avsattes i stadsplanen från 1931 ett större område för "allmänt ändamål". Här uppfördes 1932 Stora Essingen folkskola. Till arkitekt anlitades Ture Rydberg som kom att höra till Stockholms främsta skolhusarkitekter. Konstruktör var Looström & Gelin. 
Rydberg ritade en klassrumslänga i tre våningar där klassrum och ämnesrum placerades om varann i en lång rad med lärosalarna åt söder och en korridor mot norr. I väster placerade han, lätt vinklad, en flygel innehållande gymnastiksal i bottenvåningen och samlingssalen högst upp. Även samlingssalens bänkinredning ritades av Rydberg. I vinkeln lades trapphuset med halvrund fasad. Gestaltningen är tidstypisk i stram funktionalistisk stil. Anläggningen byggdes till 1937 och 1944 också efter Rydbergs ritningar. I början av 1950-talet gick där som mest 800 elever. Ytterligare ombyggnader utfördes 1972 efter ritningar av Svenska byggkonsulter.

## Verksamhet
Essingeskolan är idag en annexskola till Klastorpsskolan med gemensam rektor och under namnet Klastorp- och Essinge skolor. Klastorpskolan är en F-3 skola (förskola till årskurs 3) med cirka 300 elever och Essingeskolan är en F-6 skola (förskola till årskurs 6) med cirka 270 elever, vilket utgör ett totalt elevantal på cirka 570 elever inom enheten. Sedan 1975 finns även Lycée Français Saint Louis de Stockholm i skolhuset. Skolan följer det franska skolsystemet och har ungefär 800 elever. Godkända gymnasieelever får den franska motsvarigheten till studentexamen och kan beroende på individuellt val även samtidigt få svensk gymnasieexamen.

## Bilder

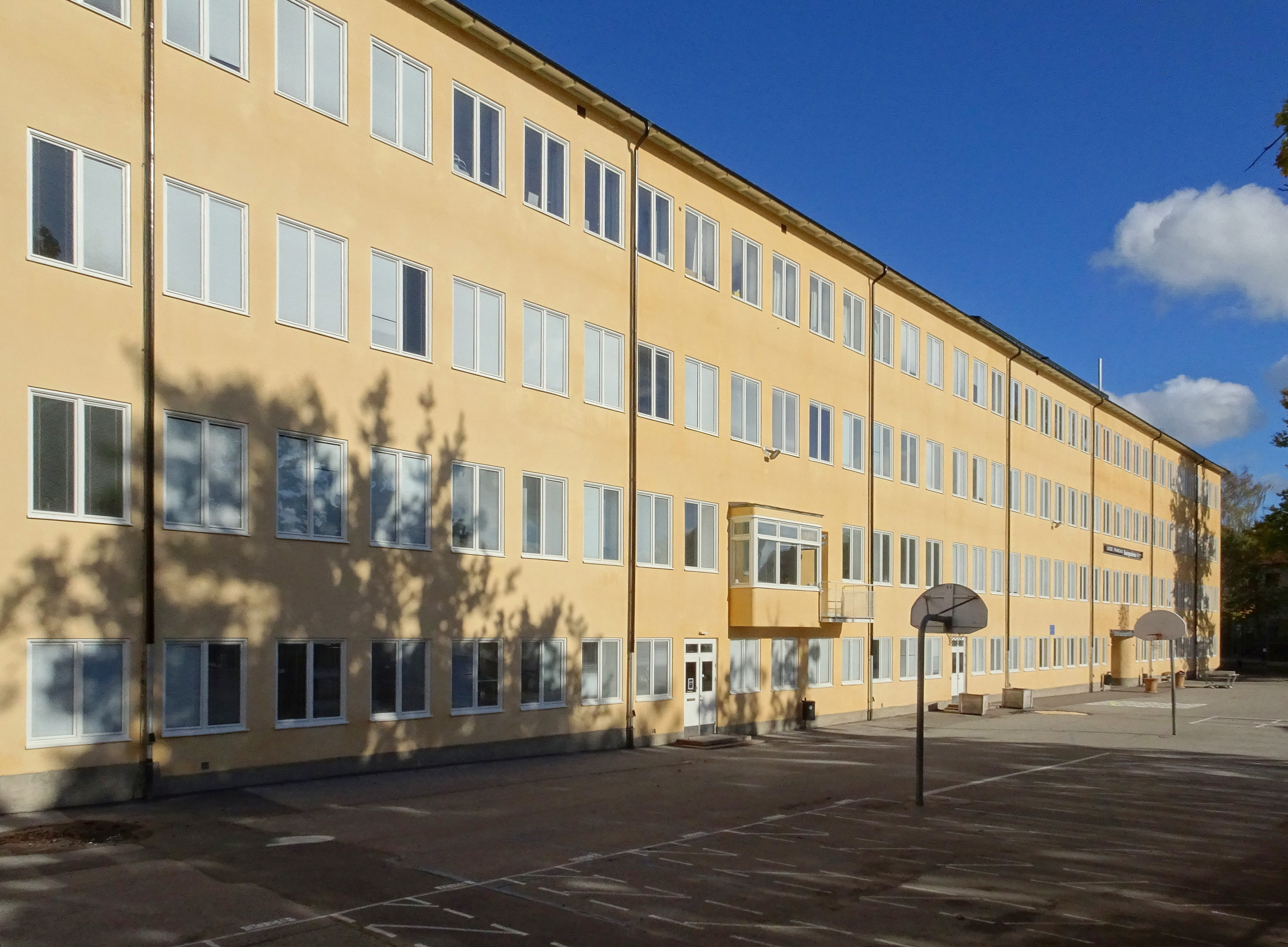
Huvudlängan.
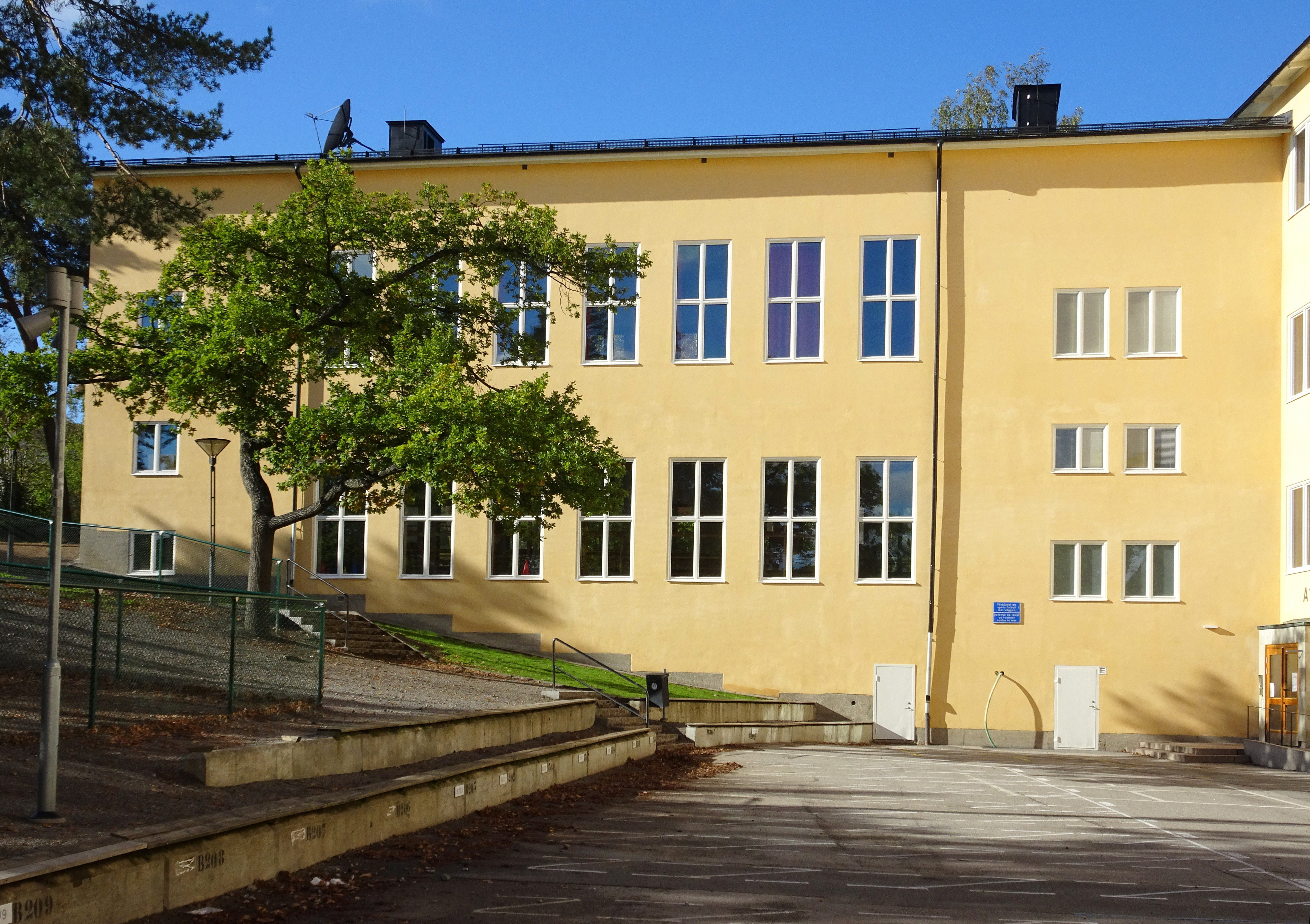
Samlingssal- och gymnastikflygeln
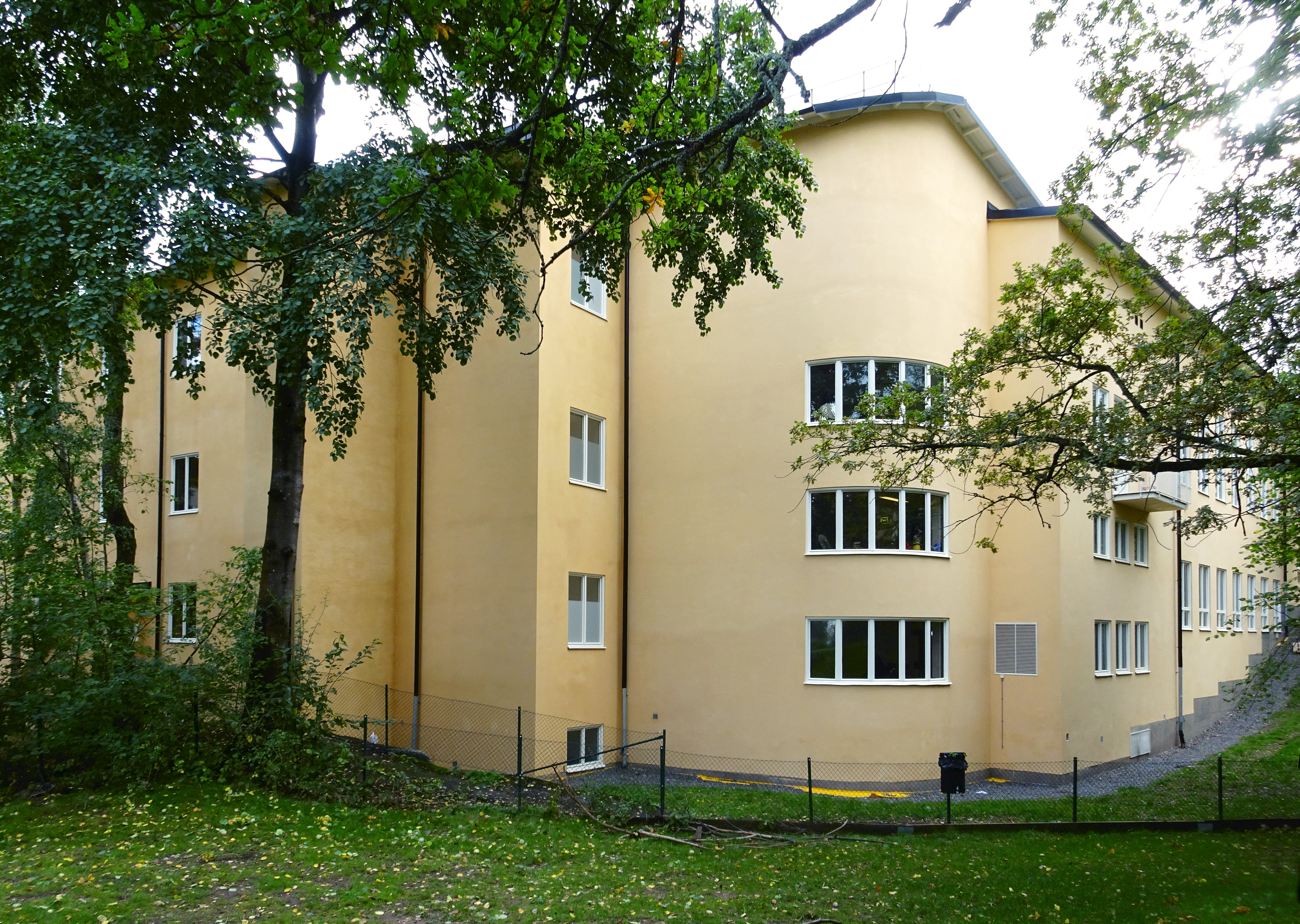
Trapphuset.
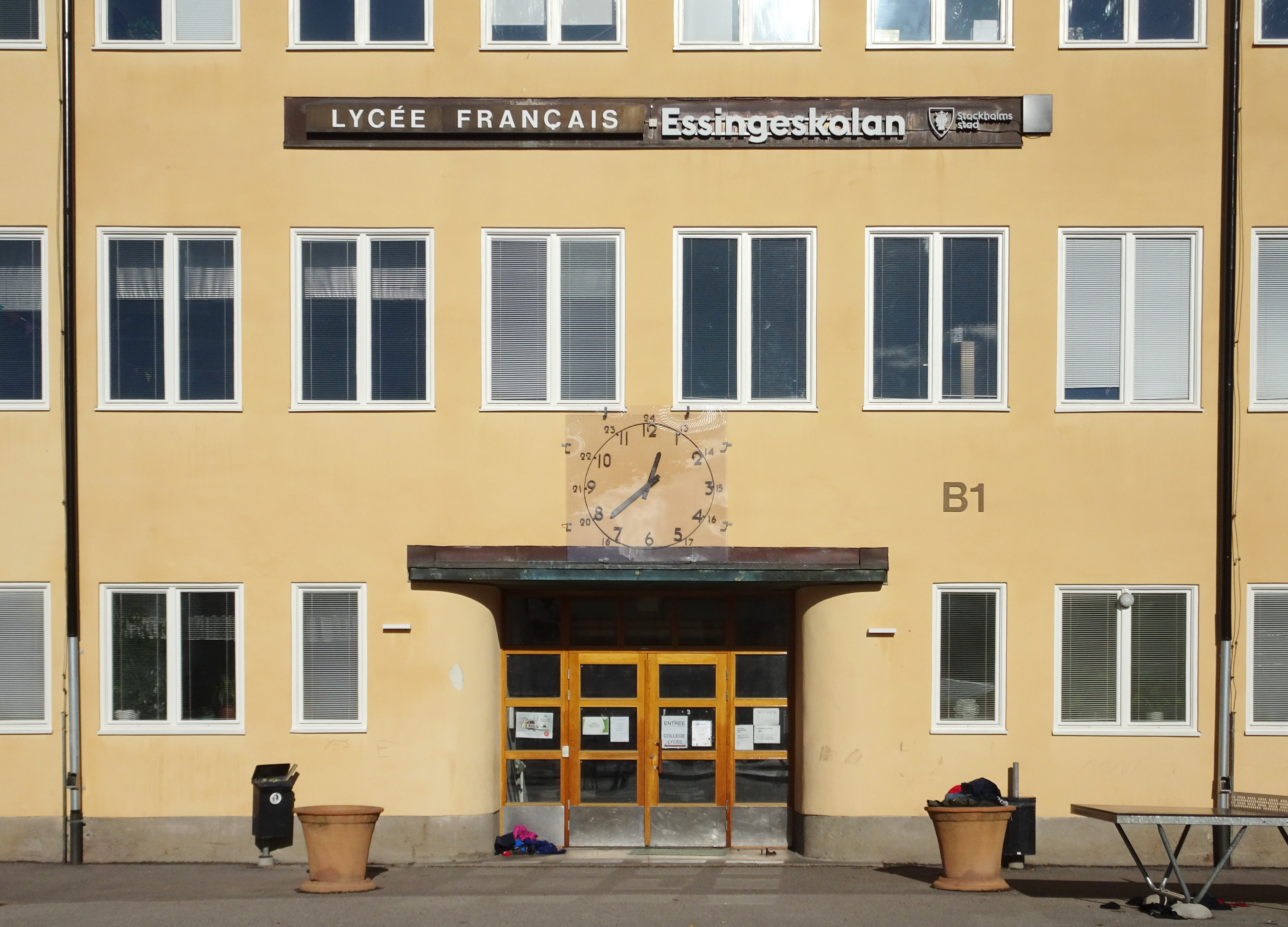
Huvudentrén.
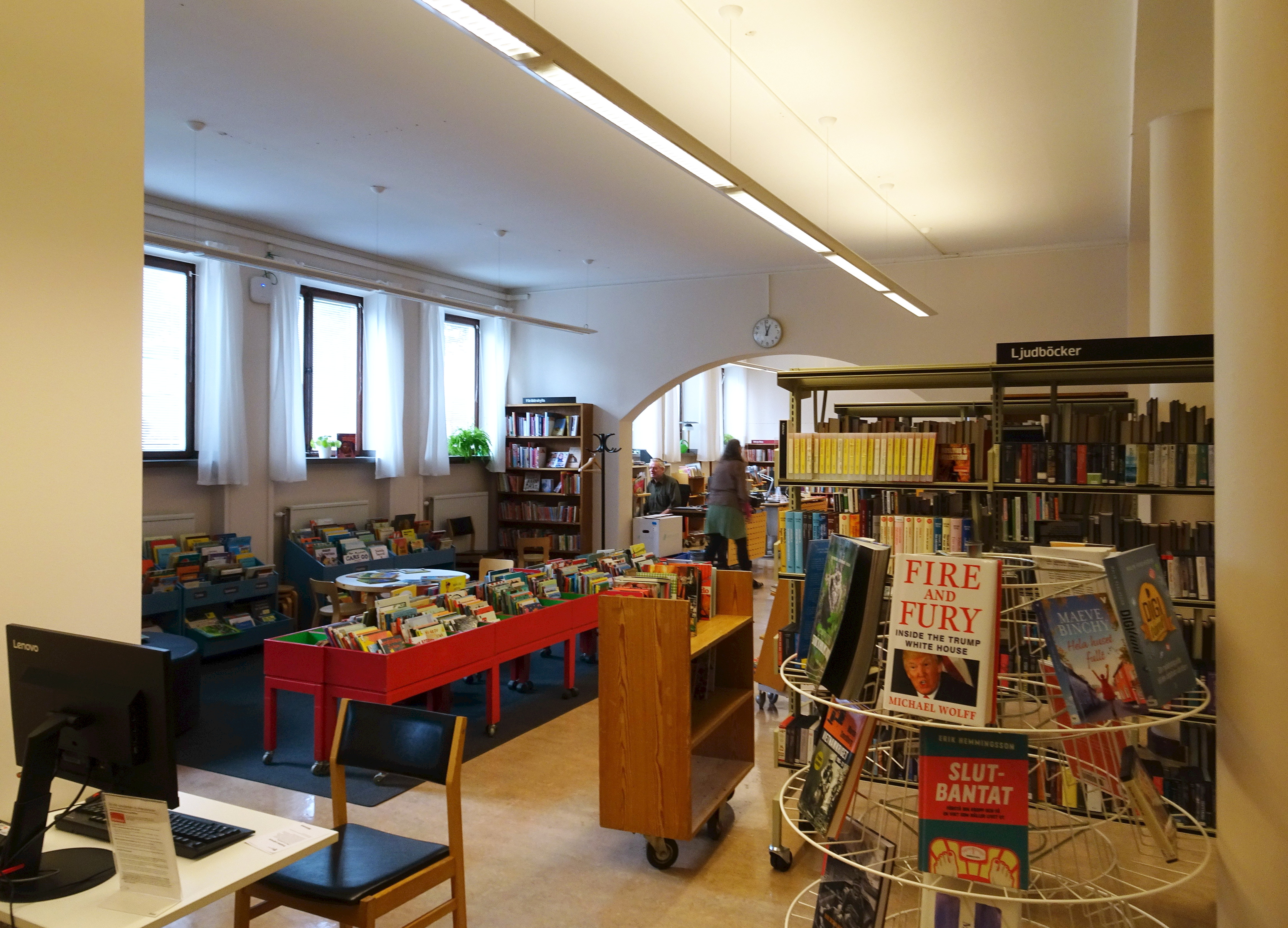
Biblioteket.